# NGC 7664
إن جي سي 7664 التي يرمز لها بالرمز NGC 7664، هي مجرة، في كوكبة الفرس الأعظم.

## الاكتشاف
اكتشفت في 17 أكتوبر 1876، بواسطة إدوارد ستيفان.